# Grigorij Spiridow
Grigorij Andriejewicz Spiridow, ros. Григорий Адреевич Спиридов (ur. 7 stycznia?/18 stycznia 1713 w Wyborgu, zm. 8 kwietnia 1790) – rosyjski wojskowy, admirał floty.

## Życiorys
W służbie w marynarce wojennej Rosji od 1723. Od 1732 chorąży marynarki. Służył we flotach i flotyllach: Kaspijskiej, Azowskiej, Bałtyckiej i Morza Białego. W latach 1737–40 walczył w wojnie rosyjsko-tureckiej 1735-1740, będąc adiutantem admirała Bredala. Wyróżnił się podczas wojny siedmioletniej, uczestnicząc w blokadzie Kołobrzegu przez flotę rosyjską (1760–1761). Odznaczył się bohaterstwem dowodząc tam dwutysięcznym oddziałem desantowym atakującym pruskie baterie. W 1762 dowodził Eskadrą Rewelską ochraniającą szlaki wodne Rosji na Bałtyku. Od 1763 dowódca portu w Kronsztadzie, od 1764 wiceadmirał i główny dowódca portu w Rewlu, potem (od 1766) naczelny dowódca portu w Kronsztadzie.
W 1769 mianowany admirałem. Wysłany z eskadrą z Kronsztadu jako naczelny dowódca floty rosyjskiej na obszarze archipelagu wysp greckich. Współdziałał z tamtejszymi powstańcami. Pod dowództwem admirała Aleksieja Orłowa walczył jako dowódca awangardy floty rosyjskiej, wraz z eskadrą kontradmirała J. Elphintona, w bitwie pod Nauplion (1770). Praktycznie dowodził flotą rosyjską w bitwie morskiej pod Czesmą (1770). W latach 1771–1773 komenderował eskadrą blokującą Dardanele.
W 1774 w związku ze stanem zdrowia (wskutek chorób) przeszedł w stan spoczynku. Odznaczał się dużą odwagą, dążąc w boju do uzyskania rozstrzygających wyników.